# Mateo Rosas de Oquendo
Mateo Rosas de Oquendo (¿1559? - 1612) es el más antiguo escritor satírico del virreinato del Perú. Nacido en España, viajó al Nuevo Mundo, donde se desempeñó como Secretario del Virrey García Hurtado de Mendoza. Diversos documentos de patentes lo muestran como participante en la conquista de Tucumán, donde es nombrado Contador de la Real Hacienda y fundador la ciudad de La Rioja. También fue becario de las tierras de Canchanga y Camiquín. Probablemente dejó el Perú y se instaló en México hacia 1598.
Sus obras se encuentran principalmente concentrados en dos manuscritos, uno en la Biblioteca Nacional de España en [Madrid] (MS 19381) y la otra, Ms. Codex 193, en la Biblioteca de la Universidad de Pensilvania.